# Quilapayún
I Quilapayún (parola che in lingua mapuche significa tre barbe), noti anche come Los Chilenos, sono un gruppo musicale cileno formato a Santiago del Cile nel luglio del 1965 dai fratelli Eduardo e Julio Carrasco insieme a Julio Numhauser.
Il gruppo è considerato il più rappresentativo della Nueva Canción Chilena, oltre che il più strettamente legato al governo di Unidad Popular, venendo insignito del ruolo di "ambasciatori culturali" da parte di Salvador Allende nel 1973. Al momento del golpe dell'11 settembre 1973 il gruppo si trova in Francia per una tournée e lì rimane in esilio fino al 1988, dove diventa una delle più attive voci di protesta contro la dittatura.
Dopo aver attraversato una crisi negli anni novanta, nel 2003 il gruppo si è scisso in due gruppi distinti, uno residente in Cile e capeggiato dal fondatore Eduardo Carrasco, l'altro residente in Francia e capeggiato da Rodolfo Parada. Una serie di cause legali sulla proprietà intellettuale del nome, l'ultima delle quali terminata nel 2015, ha portato alla proibizione di utilizzare il nome Quilapayún alla formazione "francese" di Parada, che è così costretta a operare con il nome Guillatún.

## Storia

### Primi anni (1965-1969)
Eduardo Carrasco, il fratello Julio e Julio Numhauser fondano i Quilapayún in Cile nel 1965, durante la frequentazione della facoltà di filosofia dell'Università del Cile di Santiago. I tre fondatori costituiscono il gruppo con l'intento di ricercare nuove sonorità nell'ambito della musica popolare cilena e latinoamericana e di differenziarsi da ciò che era esistito fino a quel momento. Scelgono il nome di Quilapayún, che in lingua mapuche significa "tre barbe", perché in quel momento il trio fondante è costituito da tre ragazzi barbuti.
Il gruppo inizia a suonare grazie alla ricca collezione di strumenti musicali tradizionali di Numhauser, che mette a loro disposizione quando per i tre l'attività musicale è ancora solamente un passatempo. In quel periodo chiedono ad Ángel Parra di fare loro da direttore artistico, attività che, seppure protratta per breve tempo, contribuisce a formare il carattere del gruppo. Nel 1965 in questa formazione a trio salgono sul palco per la prima volta nella peña dell'Università del Cile.
A questa formazione iniziale, che tiene le prime sporadiche apparizioni nei circoli universitari, si aggiunge Patricio Castillo, la cui presenza intermittente durerà fino al 1971, per poi rientrare nel gruppo negli anni novanta. In questa formazione tengono i primi concerti a Valparaíso e Santiago ed è in questa fase che i Quilapayún iniziano a utilizzare i poncho neri che diverrà loro caratteristica e marchio di fabbrica.
Nel 1966 alla peña di Valparaíso, dopo che si era già unito al quartetto Carlos Quezada, proveniente dalla scuola d'arte, i Quilapayún chiedono a Víctor Jara di prendere la direzione artista dell'ensemble, e questi, nonostante avesse già numerosi impegni, accetta di assumere il ruolo. Jara, che in quegli anni è anche regista teatrale, sviluppa la messa in scena e lo stile in cui il gruppo appare dal vivo, l'impostazione solenne e corale della formazione, infondendo loro anche la disciplina nello studio e la gestione professionale del gruppo. Víctor Jara compone alcuni brani per il gruppo (Somos pájaros libres, Gira, gira, girasol, El soldado), presentando il gruppo all'etichetta Odeon, di proprietà della EMI, con cui pubblicheranno i loro lavori fino al 1973.
Nel 1967 esce il loro primo album omonimo Quilapayún, che contiene canzoni di Ángel Parra (El pueblo) e di Víctor Jara (La canción del minero e La cueca triste) più altre canzoni tradizionali e composizioni del gruppo. Al momento della registrazione del disco il gruppo è composto da quattro elementi: Julio Carrasco, Eduardo Carrasco, Carlos Quezada e Pedro Avalos. In questo periodo Julio Carrasco e Julio Nunhauser abbandonano il gruppo, lasciando Eduardo Carrasco come unico membro fondatore superstite del gruppo cui si uniscono tre studenti di ingegneria dell'Università Tecnica di Stato: Willy Oddó, Hernán Gómez e Rodolfo Parada. Jara e i Quilapayún incidono assieme il secondo album del gruppo Canciones folklóricas de América e la celebre canzone Plegaria a un labrador, con cui Jara parteciperà al primo Festival de la Nueva Canción Chilena.
Nel 1967, parallelamente all'attività con la major Odeon, i Quilapayún inaugurano con l'album X Viet-Nam la casa discografica Jota Jota della Juventudes Comunistas de Chile, cioè il gruppo giovanile del Partito Comunista del Cile, che successivamente diventerà la celebre DICAP (Discoteca del Cantar Popular), la principale etichetta responsabile della pubblicazione dei dischi degli artisti della Nueva Canción Chilena. Il disco rappresenta una svolta nella produzione discografica del gruppo che diventa più militante e che, per questo motivo, sceglie di non pubblicare con la EMI, ma con l'etichetta della gioventù comunista cilena.

### Unidad Popular e il golpe (1969-1970)
Nel 1969 il gruppo registra l'album Basta, uno dei dischi più importanti della formazione che contiene la celebre canzone La muralla, composta dagli stessi Quilapayún con Nicolás Guillén, dopodiché il gruppo si separa da Víctor Jara (che intraprenderà un lavoro simile con gli Inti-Illimani) e intraprende nuove collaborazioni. Nel 1970 incidono la celebre Cantata Santa María de Iquique, composizione di Luis Advis realizzata tra il 1969 e il 1970 proprio per le voci dei Quilapayún, considerata la massima espressione della Nueva Canción Chilena e uno degli album cileni più importanti.
A questo album fanno seguito altri concept, come Vivir como él del 1971, un tributo a un guerrigliero vietnamita composto da Frank Fernández, e La fragua del 1973, storia di lotta di classe scritta da Sergio Ortega. In questo periodo il gruppo è sempre nella formazione del sestetto, anche dopo la fuoriuscita di Patricio Castillo, rimpiazzato da Rubén Escudero. Il loro repertorio di forte contenuto politico comprende anche la canzone Venceremos, composta da Sergio Ortega su testo di Claudio Iturra, inno ufficiale della campagna elettorale di Unidad Popular, che porta alla presidenza Salvador Allende nel 1970. Questa loro militanza li pone al centro della politicizzazione che la musica stava attraversando in quegli anni, ottenendo però anche delle contestazioni, come avviene al Festival di Viña del Mar del 1973, quando la loro esibizione viene fischiata da parte del pubblico per tutto il tempo, portando a degli scontri sulle scalinate.
Dopo il successo elettorale di Salvador Allende nel 1970, l'attività dei Quilapayún si fa più intensa, mentre divengono ambasciatori culturali cileni e intensificano le proprie tournée in Europa, oltre a ottenere grande successo in Argentina e Uruguay. In quel periodo alternano canzoni e opere di appoggio deciso alla causa di Unidad Popular ad altre di attacco ai settori conservatori, con lavori come Quilapayún 5, dove delineano nuovi percorsi creativi. Continuando a incidere contemporaneamente per la EMI e per la DICAP, la popolarità crescente del gruppo fa sì che si venga a creare una sorta di "scuola di quilapayunes", con la nascita di molti gruppi a loro ispirati in tutto il Cile.
Nell'agosto del 1973, dopo essersi trasformati in setteto grazie all'ingresso nella formazione di Hugo Lagos l'anno precedente, intraprendono un tour che non li avrebbe visti più ritornare in patria per molti anni e a cui avrebbe dovuto prendere parte lo stesso presidente Allende in Algeria, all'incontro dei paesi non allineati, che però all'ultimo rinuncia a causa della delicata situazione politica venutasi a creare in Cile in quel momento. Il golpe militare dell'11 settembre 1973 coglie i Quilapayún del tutto impreparati mentre stanno rilasciando un'intervista all'emittente radiofonica L'Humanite, lasciandoli attoniti e increduli. Questo è l'inizio del loro lungo esilio in Francia, destinato a durare per tutti gli anni settanta e per il decennio successivo.

### L'esilio (1973-1988)
Trovata residenza a Colombes, un comune ai confini con Parigi, fin dall'inizio del loro esilio, i Quilapayún sono protagonisti di azioni di solidarietà verso la causa cilena, anche e soprattutto attraverso una serie di concerti e la produzione di nuovi dischi di denuncia della situazione del Paese (che in Italia saranno distribuiti da I Dischi Dello Zodiaco). Il 15 settembre 1973 suanano all'Olympia di Parigi, diventando i primi cileni ad esibirvisi, e tengono inoltre un concerto storico a Barcellona, presieduto dai militari, in una Spagna ancora sotto la dittatura di Francisco Franco.
In questo periodo la formazione diviene più stabile, con solamente due cambi, quando, nel 1974, Rubén Escudero abbandona il gruppo per andare a studiare e Londra e, nel 1978, quando Eduardo Carrasco, decide di abbandonare il palco per dedicarsi alla sola attività di direttore, venendo sostituiti da Guillermo García e Ricardo Venegas, pescati tra i "quilapayunes" cileni. Nel 1974 esce El pueblo unido jamás será vencido, primo album pubblicato in esilio e contenente il celebre inno omonimo, scritto da Sergio Ortega e pubblicato in Cile poco prima della loro partenza, cui fa seguito l'anno successivo Adelante.
Alla fine degli anni settanta il gruppo rivede la propria collocazione tra arte e politica, anche alla luce della collaborazione col pittore surrealista Roberto Matta, e ha dei contrasti con la sinistra cilena. L'album Umbral del 1979 segna infatti il distacco del gruppo dal Partito Comunista, con l'intenzione di allontanarsi dallo stalinismo in favore di un maggiore impegno culturale e artistico. In questa fase, che prende il nome di "La rivoluzione e le stelle" ("La revolución y las estrellas"), vengono raggiunti alti gradi di sviluppo musicale, anche grazie all'apporto di musicisti quali Gustavo Becerra e Juan Orrego Salas e all'ingresso nel gruppo del giovane compositore Patricio Wang (ex Barroco Andino), mentre la musica presenta temi più allegri, incorporando poesia e umorismo nei loro spettacoli dal vivo.
Nel 1981 partecipano all'importante trasmissione televisiva frequentata da nomi importanti della musica francese Le Grand Echiquier; nello stesso anno prendono parte a un concerto sinfonico con il regista Mikīs Theodōrakīs; nel 1983 sono uno dei primi gruppi a entrare in Argentina dopo la fine della dittatura militare; nel 1984 replicano per due settimane all'Olympia di Parigi; nel 1988, poco prima del loro rientro in Cile, registrano una nuova versione della Cantata Santa María de Iquique.

### Crisi e divisione (1988-2003)
Nel 1988 viene concesso ai Quilapayún, così come agli Inti-Illimani e agli Illapu, di rientrare in Cile in concomitanza con il plebiscito che metterà fine alla dittatura di Pinochet permettendo di indire nuove elezioni nel 1989. I Quilapayún, dopo aver preso parte attivamente alla campagna contro il dittatore cileno sostenendo il fronte del "No", tengono un grande concerto nel teatro California, cui partecipano più di duemila persone e che verrà pubblicato in un disco. In seguito, tuttavia, decidono di ritornare in Francia, a eccezione di Eduardo Carrasco e di Willy Oddó, che rimangono in Cile, il primo per dedicarsi all'attività accademica divenendo insegnante di filosofia, mentre il secondo verrà assassinato in circostanze mai chiarite, nel 1991.
Negli anni novanta la guida del gruppo viene così assunta da Rodolfo Parada e Patricio Wang, mentre per vari motivi l'attività si riduce considerevolmente e vengono prodotti solo due nuovi dischi e due antologie in circa 15 anni, profilandosi un lungo periodo di crisi. Poco dopo la pubblicazione dell'album Latitudes, nel 1992 si allontanano Carlos Quezada e Ricardo Venegas e negli anni successivi spesso il gruppo non si esibisce nemmeno dal vivo, portando i suoi componenti a cercare altri lavori per poter sopravvivere.
Nel 1997 tornano a suonare in Cile dopo quasi un decennio di lontananza, presentando una nuova versione della Cantata Santa María de Iquique, con l'attore Héctor Noguera a interpretare il recitato, prima davanti a una platea di 15.000 persone nelle raffinerie di salnitro di Humberstone e Santa Laura, dichiarate Patrimonio dell'umanità nel 2005, e in seguito in molte altre città del paese, terminando la tournée al Teatro Monumental di Santiago. Ritornati in Francia annunciano una nuova serie di concerti che non si terrà, però, prima del 1999, mentre la Warner Music, acquisiti i diritti, ristampa i 15 album più importanti della loro discografia e un doppio album antologico nel 1998.
Nel 1999 esce il nuovo album registrato a Parigi Al horizonte, che combina composizioni del gruppo con canzoni di autori come Víctor Jara e Serge Gainsbourg, esempio di come il gruppo sappia contaminare il proprio repertorio con influenze provenienti da ogni genere, ampliando la propria strumentazione fino a includere anche strumentazione elettrica.
Tra il 2001 e il 2002 i membri "storici" Guillermo García, Hugo Lagos e Hernán Gómez lasciano il gruppo, in disaccordo con la gestione di Parada, che accusano di voler trasformare i Quilapayún in un progetto "personale". In seguito i fuoriusciti si uniscono agli altri componenti originari e riformano un nuovo gruppo in Cile sempre con il nome Quilapayún sotto la guida di Eduardo Carrasco. Contemporaneamente, Parada e Wang, insieme a Patricio Castillo, continuano lavorare in Francia includendo nuovi membri.
Dal 2003 prendono così il via due gruppi paralleli con il medesimo nome, uno con sede in Francia, capeggiato da Rodolfo Parada, e uno con sede in Cile, capeggiato da Eduardo Carrasco. Un lungo processo porta le due formazioni a giudizio in Cile per l'uso del nome e del logo. La causa viene vinta nell'aprile del 2004 dalla fazione cilena capeggiata da Carrasco. Un'analoga causa in Francia nel dicembre del 2007 viene vinta anch'essa dalla formazione cilena, portando il gruppo capeggiato da Parada a non poter apparire in Europa con il nome Quilapayún, cosa che li costringe a usare il nome Guillatún, dopo aver utilizzato i nomi alternativi di LiberCanto e Canto Libre. Nel 2015 l'ultima sentenza del tribunale cileno sancisce in via definitiva che la proprietà intellettuale del nome Quilapayún appartiene alla fazione del gruppo capeggiata da Eduardo Carrasco, proibendo contestualmente al gruppo di Rodolfo Parada di utilizzare ancora il nome, così come avvenuto precedentemente in Francia.

### Due Quilapayún (2003-presente)

#### Formazione cilena
I Quilapayún della formazione cilena capeggiata da Carrasco sono delle due la parte più attiva, quella che si esibisce più frequentemente in concerto in Sud America ed Europa e ha all'attivo la maggiore produzione discografica. Questa formazione comprende l'organico più numeroso, con i piedi in due continenti, essendo diviso tra Francia e Cile, e composto da una parte dei membri originari del gruppo fin dai primi anni, cui si sono uniti il percussionista Sebastián Quezada (figlio di Carlos Quezada), il bassista Ricardo Caito Venegas (figlio di Ricardo Venegas) e Fernando Carrasco (compositore ed ex Barocco Andino), per un totale di 11 elementi.
Nel settembre 2003 questa formazione si esibisce in Cile al Teatro Teletón di Santiago, in occasione dell'anniversario del colpo di stato in omaggio ad Allende. Dallo spettacolo viene tratto l'album dal vivo El reencuentro, pubblicato anche in DVD, nome scelto da Carrasco per designare anche l'inizio della nuova attività della formazione riunitasi attorno a lui. Nell'agosto del 2004 il gruppo si esibisce in Francia e a Quito, presentando la Cantata Santa María de Iquique.
Nel 2005 i Quilapayún di Carrasco si uniscono agli Inti-Illimani Histórico di Horacio Salinas, Horacio Duran e José Seves, che in quel periodo hanno a loro volta una causa in corso con gli Inti-Illimani capeggiati da Jorge Coulón per la proprietà del nome. I due gruppi realizzano congiuntamente numerosi concerti a Valparaíso, Buenos Aires e a Estadio Víctor Jara a Santiago in uno spettacolo replicato per tre giorni intitolato INTI + QUILA, riempiendo ogni volta l'arena. La registrazione di questo concerto viene pubblicata a fine dello stesso anno in CD e DVD con il titolo Música en la memoria Inti+Quila juntos en Chile. Nello stesso 2005 viene pubblicata anche la raccolta La vida contra la muerte.
Nel 2007 il gruppo pubblica il nuovo album Siempre, contenente canzoni originali e reinterpretazioni di canzoni di Víctor Jara, Violeta Parra, Luis Advis e dell'uruguayano Leo Masliah. Nel 2009 il gruppo pubblica l'album Solistas, un nuovo album di composizioni originali che comprende anche un tema scritto con i fondatori Julio Numhauser e Julio Carrasco, oltre a una collaborazione con il rapper Jimmy Fernández. Nel 2012 presentano un nuovo DVD dal vivo, contenente la registrazione del concerto in omaggio a Víctor Jara del 2009 tenuto al Teatro Teletón assieme agli Inti-Illimani Histórico. Il gruppo inoltre si esibisce dal vivo in Francia, Spagna, Argentina, Venezuela, Messico e Cile.
Nel 2013 pubblicano il disco Encuentros realizzato assieme a vari ospiti, tra cui Alvaro Henríquez, Ana Tijoux, Manuel García, Camila Moreno, Mauricio Redolés, Chancho en Piedra, e che contiene nuove e vecchie pubblicazioni. Si esibiscono ancora dal vivo e nel 2015 celebrano i 50 anni di attività con un concerto gratuito davanti al palazzo de La Moneda, cui partecipa un pubblico di diecimila persone, e da cui verrà tratto l'album 50 años.
Nel 2016 esce il documentario Quilapayún, más allá de la canción, distribuito in vari paesi dell'America, dell'Europa e dell'Asia, che racconta la storia del gruppo.

#### Formazione francese
Il gruppo capeggiato da Parada continua a considerarsi l'unico vero gruppo Quilapayún, nonostante le varie sentenze dei tribunali francesi e cileni che hanno stabilito che la proprietà intellettuale del nome appartiene alla formazione capeggiata da Eduardo Carrasco. Alla formazione di Parada è stato così proibito di utilizzare ancora il nome Quilapayún, costringendola a presentarsi con i nomi alternativi di LiberCanto, Canto Libre e infine Guillatún. Dopo l'uscita dal gruppo di Daniel Valladares, vengono inseriti nel gruppo altri tre membri, che verranno sostituiti frequentemente.
Nell'agosto del 2003, la casa discografica spagnola PICAP pubblica un doppio CD contenente brani registrati durante il concerto della formazione capeggiata da Parada, al Palau di Barcellona, intitolato A Palau. Il disco verrà ristampato nel novembre successivo in Cile dalla EMI ottenendo uno scarso riscontro di vendite e nel 2004 ne verrà distribuito anche il DVD.
Nel 2007 il gruppo si esibisce dal vivo in varie date in Cile, principalmente al Teatro Caupolicán. Nello stesso anno questa formazione si esibisce in Cile per i 100 anni dal massacro di operai di Santa María de Iquique. Nel 2010 festeggiano i 45 anni di attività, mentre nel 2011 il gruppo si esibisce in uno spettacolo dal vivo condiviso con Illapu e Inti-Illimani, intitolato Juntos aquí estamos.
Nel 2014 presentano, al teatro Nescafé de las Artes, quello che al momento è ancora l'unico album in studio pubblicato da questa formazione, il disco Absolutamente Quilapayún. Anche la formazione capeggiata da Parada festeggia i 50 anni di attività nel 2015 esibendosi dal vivo al Teatro Caupolicán, ancora assieme agli Illapu e agli Inti-Illimani.

## Stile
Sebbene si siano ispirati alla musica popolare, la cui riscoperta era di moda in quegli anni, i Quilapayún alla loro fondazione sono alla ricerca di uno stile originale, che li porterà a differenziarsi dagli altri gruppi folk cileni di quegli anni. Il gruppo sviluppa infatti uno stile caratteristico, solenne nelle sonorità e nella presenza scenica, grazie alla direzione artistica di Víctor Jara avvenuta nei primi anni, che ne definisce le modalità interpretative e scenografiche.
Le canzoni dei Quilapayún comprendono tematiche latinoamericane, antimperialiste e filosofiche, di profonda riflessione sull'esistenza, cui contribuisce anche la militanza politica dei fondatori, legati al Partico Comunista cileno, che li porta a proporre in origine "musica rivoluzionaria". Ciò avviene utilizzando ritmi e strumenti andini su cui intesse un lavoro vocale imponente basato sulla coralità delle voci di tutti i componenti, tutti protagonisti al tempo stesso, senza nessuna voce solista.
Distaccatisi dal Partito Comunista alla fine degli anni settanta, in questa fase i Quilapayún si allontanano anche dalle tematiche eccessivamente impegnate, concedendo più spazio a brani allegri, alla poesia e all'umorismo. Più tardi, negli anni novanta, integrata la strumentazione anche con strumenti elettrici, amplieranno maggiormente i propri orizzonti musicali, includendo anche brani provenienti da autori diversi da quelli tradizionalmente legati alla Nueva Canción Chilena, tra cui Serge Gainsbourg, segno evidente dell'influenza esercitata dalla cultura musicale francese durante il loro lungo esilio in Francia, che, dagli anni novanta, diverrà dimora elettiva di una parte dei componenti del gruppo.
Scenograficamente, una caratteristica propria dei Quilapayún, che hanno mantenuto nel corso degli anni a differenza degli Inti-Illimani, è quella di indossare nelle loro esibizioni dei poncho neri di Castiglia, sullo stile degli arrilleros cordilleranos (sorta di cowboy cileni), così da apparire neutrali e non venir associati a nessuna regione del Cile o dell'America Latina, in modo tale da rappresentarle tutte al contempo. Nel 2003, durante il loro concerto dal vivo El reencuentro, i Quilapayún hanno dichiarato di aver indossato i loro poncho neri fin dagli esordi, come scelta stilistica, ma che ora continuano a indossarli in segno di lutto per la morte di Víctor Jara e di Willy Oddó.

## Formazione

### Direttori
- Ángel Parra (1965-1966) - direzione artistica
- Víctor Jara (1966-1969) - direzione artistica
- Eduardo Carrasco (1969-1988, 2003-presente) - direzione artistica e musicale
- Rodolfo Parada (1989-presente) - direzione artistica
- Patricio Wang (1989-presente) - direzione musicale

### Formazione originale (1965-2002)
- Eduardo Carrasco (1965-1988) - fiati, percussioni, voce (basso)
- Julio Carrasco (1965 - 1968) - voce, charango
- Julio Numhauser (1965 - 1967) - voce, charango
- Patricio Castillo (1965-1966, 1969-1971, 1992-2003) - basso elettrico, chitarre, quena, voce
- Carlos Quezada (1966-1992) - percussioni, voce (tenore)
- Willy Oddó (1967 - 1987) - voce, chitarra
- Pedro Ávalos (1967)
- Rodolfo Parada (1968-2003) - chitarre, zampoña, percussioni, voce (baritono)
- Hernán Gómez (1968-2002) - chitarra, charango, zampoña, quena, voce (basso-baritono)
- Rubén Escudero (1971–1974) - voce, charango
- Hugo Lagos (1973-2002) - voce (baritono), quena, zampoña, chitarra, cuatro, tiple, fiati
- Guillermo García (1974–2001) - voce, chitarra, percussioni
- Ricardo Venegas (1979–1992) - voce, quena, zampoña, chitarra, cuatro, charango, basso
- Patricio Wang (1982-2003) - voce, pianoforte
- Daniel Valladares (1992 - 2002) - voce, charango, cuatro, tiple
- Cristián Goza (2002 - 2004) - voce, quena, chitarra, charango, tiple
- Marcelo Velis (2002–2003) - voce, chitarra
- Álvaro Pinto (2002-2004) - voce, quenacho, zampoña, tiple, cuatro, mandolino
- Mario Contreras (2002-2003) - voce, chitarra, charango, bongo, congas

### Formazione cilena di Eduardo Carrasco (2003-presente)
- Eduardo Carrasco (2003-presente) - fiati, percussioni, voce (basso)
- Carlos Quezada (2003-presente) - percussioni, voce (tenore)
- Hernán Gómez (2003-presente) - chitarra, charango, voce (basso-baritono)
- Rubén Escudero (2003-presente) - chitarra, charango, voce (baritono)
- Hugo Lagos (2003-presente) - corde, fiati, voce (baritono)
- Guillermo García (2003-presente) - chitarra, percussioni, voce (baritono)
- Ricardo Venegas (2003-presente) - basso elettrico, chitarra, quena, voce
- Sebastián Quezada (2003-presente) - percussioni, voce
- Ismael Oddó (2003-presente) - chitarra, voce (tenore)
- Ricardo Venegas Junior (2004-presente) - voce (basso), basso, chitarra
- Fernando Carrasco (2009-presente) - voce (baritono), chitarra, charango, quena

### Formazione francese di Rodolfo Parada (2003-presente)
- Rodolfo Parada (2003-presente) - corde, flauto di Pan, percussioni, voce (baritono)
- Patricio Wang (2003-presente) - chitarra, tastiere, zampoña, voce
- Patricio Castillo (2003-presente) - basso elettrico, corde, quena, voce
- Álvaro Pinto (2003-presente) - fiati, corde, tastiere, voce
- Mario Contreras (2003-presente) - corde, percussioni, voce (tenore)
- Chañaral Ortega (2003-2006) - voce, pianoforte
- Sergio Arriagada (2003-presente) - voce, quena, zampoña, flauto traverso
- Daniel Valladares (2003 - 2004) - voce, charango, cuatro, tiple

## Discografia parziale

### Discografia della formazione originale

#### Album in studio
- 1967 - Quilapayún
- 1968 - Canciones folklóricas de América
- 1968 - X Viet-Nam
- 1968 - Los Chilenos - Juan Capra (come Los Chilenos, con Juan Capra)
- 1969 - Quilapayún 3
- 1969 - Basta
- 1970 - Quilapayún 4
- 1970 - Cantata Santa María de Iquique
- 1971 - Vivir como él
- 1973 - Quilapayún 5
- 1973 - La fragua
- 1975 - El pueblo unido jamás será vencido
- 1975 - Adelante
- 1976 - Patria
- 1977 - La marche et le drapeau
- 1978 - Cantata Santa María de Iquique
- 1979 - Umbral
- 1980 - Alentours
- 1980 - Darle al otoño un golpe de ventana para que el verano llegue hasta diciembre
- 1981 - Cantata Santa María de Iquique
- 1982 - La revolución y las estrellas
- 1982 - Chante Neruda
- 1984 - Tralali Tralalá
- 1987 - Survarío
- 1988 - Los tres tiempos de América
- 1989 - Quilapayún en Chile
- 1992 - Latitudes
- 1999 - Al horizonte

#### Album dal vivo
- 1974 - Yhtenäistä Kansaa Ei Voi Koskaan Voittaa
- 1977 - Enregistrement public
- 1983 - Quilapayún en Argentina
- 1985 - Quilapayún en Argentina Vol. 2

#### Raccolte
- 1975 - Canto de pueblos andinos vol. 3
- 1975 - Canto de pueblos andinos vol. 6
- 1979 - Canto de pueblos andinos vol. 4
- 1979 - Canto de pueblos andinos vol. 7
- 1998 - Antología 1968-1992
- 2005 - La vida contra la muerte
- 2006 - La fuerza de la historia

### Discografia della formazione cilena

#### Album in studio
- 2007 - Siempre
- 2009 - Solistas
- 2013 - Encuentros
- 2021 - Cantata Santa María de Iquique de Luis Advis 50 años Vamos mujer
- 2022 - Fulgor y muerte de Joaquín Murieta
- 2023 - Sin por qué

#### Album dal vivo
- 2004 - El reencuentro
- 2005 - Música en la memoria Inti+Quila juntos en Chile (con gli Inti-Illimani Histórico)
- 2012 - Homenaje a Víctor Jara (con gli Inti-Illimani Histórico)
- 2015 - 50 años
- 2018 - Sinfónico

### Discografia della formazione francese

#### Album in studio
- 2012 - Absolutamente Quilapayún

#### Album dal vivo
- 2003 - A Palau